# Erich Grönke
Erich Alfred Grönke (* 15. September 1902 in Groß-Lichterfelde, Kreis Teltow; † 1968) war ein deutscher Funktionshäftling im KZ Auschwitz und gehörte zu den ersten 30 Häftlingen, die aus dem KZ Sachsenhausen in das Stammlager des KZ Auschwitz überstellt wurden.

## Leben
Grönke war der Sohn eines Maurers und gelernter Schuhmacher. Er wurde insbesondere wegen Diebstahls und Sexualstraftaten mehrfach verurteilt und war langjährig in Zuchthäusern inhaftiert. In einer Nachkriegsaussage gab er an, zur Zeit des Nationalsozialismus 1935 entmannt worden zu sein. Er gehörte zu den 30 kriminellen Häftlingen, sogenannten Berufsverbrechern, die am 20. Mai 1940 in Begleitung des Rapportführers Gerhard Palitzsch aus dem KZ Sachsenhausen in das KZ Auschwitz überstellt wurden. Diese Häftlinge wurden in dem neu eingerichteten Lager als Funktionshäftlinge eingesetzt. Grönke erhielt die Häftlingsnummer 11 und wurde Schuhmacherkapo in der Lederfabrik des Konzentrationslagers Auschwitz. Auf Intervention des Lagerkommandanten Rudolf Höß wurde Grönke Mitte 1941 freigelassen und war seitdem, als Zivilangestellter der SS, Werkstattleiter der Lederfabrik des Lagers. Später gab Grönke an, dass die Lederfabrik neben einer Schusterei auch eine Schmiede, eine Schlosserei, eine Stellmacherei und eine Schneiderei beherbergte. Er legte schließlich in Bielitz die Prüfung zum Schuhmachermeister ab. Nach Beginn der Judendeportationen ins Lager untersuchte seiner Aussage zufolge ein Häftlingskommando die Kleidung und das Schuhwerk von eingelieferten Menschen auf Wertsachen.
Höß hatte zu Grönke ein besonderes Verhältnis, der schließlich für die Familie des Lagerkommandanten Gebrauchsgegenstände aller Art organisierte. Manchmal ist er sogar mehrmals täglich bei der Villa Höß vorgefahren und hat dort bestellte Waren abgeliefert, wie Schuhwerk und laut dem ehemaligen Auschwitzhäftling Stanisław Dubiel speziell für Höß und dessen Familienangehörige angefertigte Kleidung aus den geraubten Beständen von Holocaustopfern. Grönke kutschierte zudem öfter die Frau des Lagerkommandanten und wartete das Sattelzeug der Pferde. Schließlich pflegte Höß mit Grönke eine Freundschaft, beide duzten sich und gingen gemeinsam auf die Jagd. Durch Höß war er befugt, Waffen zu besitzen. Noch in Nachkriegsaussagen zeigen sich ehemalige Angehörige der Lager-SS erstaunt darüber, dass Grönke ein „besonderer Liebling des Lagerkommandanten“ gewesen und bei diesem zuhause ein- und ausgegangen sei. Der Schutzhaftlagerführer Franz Johann Hofmann gab später an, dass „ein Sohn von Höß nicht einschlafen wollte, bevor Grönke ihm nicht Gute Nacht gesagt hatte“.
Nach Kriegsende nahm Grönke seinen Wohnsitz in Schwerin. Im Zusammenhang mit Verbrechen im KZ Auschwitz wurde er im April 1947 festgenommen und im November 1947 durch das Landgericht Schwerin aufgrund der Misshandlung von Häftlingen zu einer Zuchthausstrafe von drei Jahren und vier Monaten verurteilt. Nach der Haftverbüßung zog er in die Bundesrepublik, wo er sich 1955 in Freiburg im Breisgau mit einer Schuhmacherwerkstatt selbstständig machte. Der in Haft befindliche ehemalige Auschwitzhäftling Adolf Rögner, der maßgeblichen Anteil am Zustandekommen des ersten Frankfurter Auschwitzprozesses hatte, beabsichtigte, dem Gericht in Frankfurt am Main Grönke belastende Unterlagen zukommen zu lassen. Dies stieß jedoch zunächst auf Ablehnung des Generalsekretärs des IAK Hermann Langbein, da dieser die Abwälzung der Verantwortung für in Auschwitz begangene NS-Gewaltverbrechen durch die beschuldigten SS-Angehörigen auf Funktionshäftlinge befürchtete. Aufgrund Rögners und weiterer Zeugenaussagen wurde durch das Landgericht Frankfurt am Main im November 1963 Haftbefehl erlassen und Grönke in Untersuchungshaft genommen. Grönke, der die gegen ihn erhobenen Vorwürfe abstritt, verblieb jedoch nach einer Haftprüfung in Untersuchungshaft.
Neben den ehemaligen Funktionshäftlingen Windeck und Bonitz sollte Grönke im dritten Frankfurter Auschwitzprozess angeklagt werden, der vom 30. August 1967 bis zum 14. Juni 1968 vor dem Schwurgericht am Landgericht Frankfurt am Main stattfand. Konfrontiert mit der Beschuldigung der Ertränkung eines Mithäftlings in einer Kloakengrube, gab Grönke an, sich nicht daran erinnern zu können. Die Anklage legte ihm Mord in mindestens 212 Einzelfällen zur Last. Wegen Verhandlungsunfähigkeit wurde Grönkes Verfahren Mitte Februar 1967 abgetrennt und im Juni 1968 nach seinem Tod eingestellt.